# Tán trật đại thần
Tán trật đại thần (chữ Hán: 散秩大臣), hàm Tòng nhị phẩm, là một chức quan thuộc Thị vệ xứ của nhà Thanh.
Năm đầu Thuận Trị, triều đình nhà Thanh định ra Thị vệ xứ. Thị vệ xứ, là lực lượng quân sự được tuyển chọn từ con em các gia tộc thuộc Bát Kỳ của Mãn Châu và Mông Cổ, có trách nhiệm canh giữ các cổng trong Tử Cấm Thành, bảo vệ Hoàng đế và Hoàng tộc. Trong đó Lĩnh thị vệ Nội đại thần gồm 6 người, thường lấy mỗi Thượng tam kỳ (Tương Hoàng kỳ, Chính Hoàng kỳ, Chính Bạch kỳ), mỗi Kỳ được 2 người. Nội đại thần, phụ vị trí Lĩnh thị vệ Nội đại thần, cũng như vậy mà lấy 6 người, còn Tán trật đại thần không định số.
Thị vệ xứ là cơ quan thân cận với Hoàng đế nhất. Cũng như các "Ngự tiền Thị vệ" hay "Càn Thanh môn Thị vệ", Tán trật đại thần thường là được mệnh từ các quan viên có địa vị thân tín, dự vào hàng thân cận tùy trợ Hoàng đế, thông thường đều do Tiền phong Thống lĩnh, Hộ quân Thống lĩnh và Phó Đô thống kiêm nhậm.